# 11462 Hsingwenlin
11462 Hsingwenlin este o planetă minoră (asteroid) din centura de asteroizi. A fost descoperită pe 3 martie 1981 la Observatorul Siding Spring de Schelte J. Bus. 
Obiectul prezintă o orbită caracterizată de o semiaxă mare de 2,5690835 UAi, o excentricitate de 0,1, o înclinație de 1,49346 ° în raport cu ecliptica.